# Martín Tetaz
Martín Alberto Tetaz (La Plata, 20 de diciembre de 1974) es un político y economista argentino. Se desempeña desde el 10 de diciembre de 2021 como diputado nacional por la Ciudad Autónoma de Buenos Aires, cargo al que fue electo por Juntos por el Cambio.

## Carrera
Nació en la ciudad de La Plata. Se recibió como economista por la Universidad Nacional de La Plata en diciembre del 2001. En aquella universidad se desempeñó como docente. Recién egresado emigró a Gillingham, Inglaterra, donde trabajó un tiempo en una pizzería. Realizó posgrados en Psicología Cognitiva, aunque no los finalizó.
Recibió cierto reconocimiento como economista especializado en psicología cognitiva, dando conferencias y con publicaciones al respecto. 
Militante de Franja Morada desde su época de estudiante, en julio de 2021 anunció su candidatura como diputado por la Unión Cívica Radical en la coalición de Juntos por el Cambio. Resultó electo diputado nacional en las Elecciones legislativas de 2021 y entre 2022-2023 era nombrado como un posible candidato a gobernador de Buenos Aires, finalmente baja su precandidatura.
Representa el ala más derechista y económicamente liberal de la Unión Cívica Radical. Varios medios lo han catalogado como un economista ultraliberal, aunque él mismo se ha definido en más de una ocasión como un "liberal de izquierda", dado que, según palabras propias, la Unión Cívica Radical nació como un espacio liberal en respuesta a las corrientes conservadoras que gobernaban el país a fines del siglo XIX.

## Publicaciones
- Nada será igual: un viaje a la economía del futuro, Planeta (2021).
- Psychonomics, Ediciones B (2014).